# Bataille d'Elmina
Guerre néerlando-portugaise
La bataille d'Elmina était un engagement militaire de la Guerre néerlando-portugaise, combattu près du Fort de Saint-Georges-de-la-Mine (fort d'Elmina), dans la Côte de l'Or portugaise en 1625 et 1637.

## Première bataille (1625)
Le premier affrontement a eu lieu entre 1 200 soldats de la Compagnie néerlandaise des Indes occidentales (transportée par une flotte de 15 navires) qui débarqua et assaillit la garnison portugaise du fort Saint-Georges d'Elmina. La garnison était renforcée par 200 alliés africains mis au service du gouverneur Sottomayor par les caciques locaux.
Les Hollandais ouvrent la bataille en bombardant le fort. Ensuite, ils commencent à marcher vers le fort, mais ils sont pris en embuscade par les Portugais et leurs alliés africains depuis des positions cachées, et sont presque totalement massacrés. Parmi les morts figurent le commandant en chef et tous ses officiers. Les Portugais ont très peu de victimes et emportent 15 drapeaux, 15 tambours et plus de 1 000 mousquets, piques, pistolets et vêtements.
Les navires hollandais ont tiré plus de 2 000 boulets de canon sur le fort avant de se retirer.

## Seconde bataille (1637)
La seconde bataille d'Elmina en 1637 a culminé avec la capture de l'historique Fort Saint-Georges-de-la-Mine par les Hollandais.
En 1637, la Compagnie néerlandaise des Indes occidentales détache neuf navires des forces attaquant les Portugais au Brésil pour les envoyer contre les Portugais au Fort d'Elmina. Ils nomment le colonel Hans Coine pour commander la flotte qui se compose d'un total de 1 300 hommes. Ils débarquent le 24 juillet, à une courte distance de Cape Coast, et descendent en canoë la rivière vers le fort portugais, amenant 800 soldats et trois jours de provisions.
Une colline nommée Saint-Jago dominait le fort qui, selon Coine, devait être prise s'ils devaient prendre le fort. Cependant, 1 000 indigènes alliés aux Portugais étaient à la base de celle-ci, empêchant les Hollandais de s'en emparer. Coine envoye quatre compagnies de fusiliers après lui, mais ils sont anéantis. Un deuxième détachement hollandais qui a attaqué l'autre côté s'en sort mieux, provoquant la déroute de leurs ennemis. Les Portugais et leurs alliés indigènes font, sans succès, deux tentatives pour reprendre le poste. Après la deuxième attaque ratée, les Portugais se replient dans leur redoute au sommet de la colline.
La redoute était protégée par un mur en bois d'un côté et une rivière de l'autre. Coine décide de franchir la rivière pour permettre à un mortier et deux canons de tirer sur le fort. Après avoir bombardé le fort pendant deux jours, il exige le reddition de la garnison. Le gouverneur portugais demande une trêve de trois jours, mais Coine refuse car il n'a que des provisions pour un jour de plus. Il amene plus de ses forces à Saint-Jago et continue à bombarder le fort. Le bombardement est inefficace et le lendemain matin, Coine se rend compte qu'il doit soit attaquer le fort le jour même, soit abandonner la tentative. Il envoie un groupe de grenadiers en haut de la colline, mais avant qu'ils ne puissent attaquer, une chamade retentit et deux messagers sont envoyés par les Portugais pour négocier une reddition. Celle-ci permet au gouverneur, à la garnison, et à tous les citoyens portugais de partir, sans épée ni aucune autre arme, sur un bateau vers l'île de São Tomé. Les Hollandais sont autorisés à prendre tout ce qui reste, y compris l'or, l'argent et les esclaves.